# Ajan-Jurjach
L'Ajan-Jurjach (in russo Аян-Юрях?, conosciuto nell'alto corso come Ajan-Petlja) è un fiume della Russia siberiana orientale (oblast' di Magadan), ramo sorgentifero di sinistra della Kolyma.
Nasce dalla catena montuosa dei monti del Chalkan e scorre attraverso i rilievi dell'altopiano della Nera in una zona remota e pressoché spopolata, senza incontrare centri urbani di qualche rilievo; dalla sua confluenza con il Kulu ha origine la Kolyma. I suoi maggiori affluenti sono il Bërëlëch dalla sinistra idrografica, il Chinike e l'Ėelik dalla destra.
È gelato, mediamente, da fine ottobre a fine maggio. Sulla riva del fiume, nel basso corso, si trova il villaggio di Agydalach.